# Monumento conmemorativo de la Guerra Civil (Savannah)
El Monumento conmemorativo de la Guerra Civil (en inglés, Civil War Memorial) es un monumento en honor a los soldados muertos en la Guerra de Secesión (o Guerra Civil) situado en la ciudad de Savannah, en el estado de Georgia (Estados Unidos). Ubicado en Forsyth Park, consta de un  eje de 15 m de alto rematado con una estatua de bronce de un soldado confederado. Dos bustos de bronce que conmemoran a oficiales notables del ejército confederado flanquean el monumento, que está protegido por una barandilla, uno de los dos únicos que aún se encuentran alrededor de un monumento, el otro es el Monumento a Casimir Pulaski en Monterey Square. Originalmente conocido como el Monumento Confederado, se dedicó en 1875 a honrar a los soldados confederados que murieron durante la Guerra de Secesión. Después de la manifestación Unite the Right (en Charlottesville, Virginia, en agosto de 2017), la ciudad de Savannah cambió el nombre y volvió a dedicar la estructura en 2018. El monumento es uno de los monumentos confederados más grandes y antiguos de Georgia.

## Historia

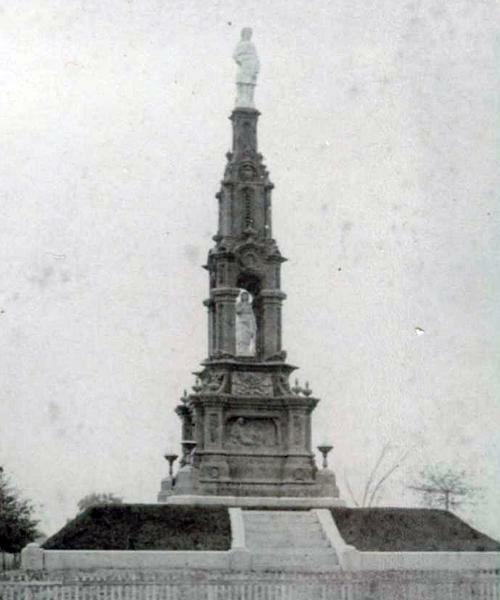
El monumento como apareció originalmente, con estatuas Silencio y Juicio.

La idea de un monumento confederado público en Savannah comenzó a cobrar fuerza en 1869, poco después de la reubicación de los soldados georgianos muertos en la batalla de Gettysburg en el cementerio de Laurel Grove.Después de esto, la Ladies' Memorial Association en Savannah comenzó a realizar eventos de recaudación de fondos, como ventas de pasteles, recaudando casi 25 000 dólares para la construcción de un monumento confederado. Si bien la asociación planeó originalmente que el monumento se ubicara en la sección Confederada del cementerio de Laurel Grove, finalmente decidieron erigirlo en Forsyth Park.Esta decisión resultó controvertida con muchos en el público en general, quienes señalaron que Forsyth Park estaba, en ese momento, en las afueras de la ciudad, pero la asociación sostuvo que la estatua quedaría eclipsada por los árboles y la arquitectura circundante si se colocaba en cualquiera de las plazas de Savannah. Una reunión pública en la Iglesia Presbiteriana Independiente en mayo de 1874 resolvió la cuestión de la ubicación a favor de Forsyth Park.
La asociación, que no quería contratar a un arquitecto de ningún estado del norte, encargó al arquitecto canadiense nacido en Gales, Robert Reid, que diseñara el monumento. En abril de 1873, Reid visitó Savannah por invitación de la asociación y estuvo de acuerdo con la ubicación de Forsyth Park. El 16 de junio de 1874, se colocó la primera piedra del monumento como parte de un gran festival que también ayudó a recaudar más fondos para su finalización. Además, se colocó una cápsula del tiempo debajo de la piedra angular que incluía, entre otros artículos, una copia de la Ordenanza de Secesión de Georgia, una pieza de un asta de bandera de Fort Sumter, una copia de bronce del Sello de los Estados Confederados, y botones de los uniformes del comodoro de la Marina de los Estados Confederados Josiah Tattnall III y del general del Ejército de los Estados Confederados Joseph E. Johnston. A Reid se le dio mucha libertad artística en el diseño del monumento, y la asociación solo requería que presentara una "figura de tamaño natural digna del honor y respeto debido al soldado confederado común". En agosto de 1873, la asociación aceptó un diseño creado por Reid. Al no querer utilizar materiales de los estados del norte, los patrocinadores del monumento eligieron arenisca de Nueva Escocia y la hicieron trabajar en Canadá. El monumento se completó en el otoño de 1874 y se envió desde Canadá a Savannah a través de una goleta británica para evitar transportar el monumento a través de los estados del norte. El barco llegó a Savannah el 25 de diciembre de 1874, pero un problema con la aduana provocó un retraso en el transporte del monumento al parque. En marzo de 1875, gran parte del monumento se había ensamblado y el 24 de mayo de 1875 se llevó a cabo la ceremonia de dedicación. El general Johnston fue el gran mariscal de la ceremonia, asistido por el general Robert H. Anderson, quien se desempeñó como asistente del mariscal. Julian Hartridge se desempeñó como orador de la ceremonia, y en su discurso comparó los esfuerzos de los soldados confederados con los patriotas durante la Revolución Americana, diciendo que "habían sido sacrificados por igual en el defensa de la libertad constitucional".
El monumento consistía en un 14,6 m eje en la parte superior de un 1,8 m base de tierra. Encima de este pedestal había una estatua de tamaño natural de una mujer con una túnica llamada Silencio, y en la base del monumento había otra estatua de una mujer llamada Juicio. Ambas estatuas habían sido enviadas a través de Nueva York. A pesar de la fanfarria que había acompañado la dedicación del monumento, la opinión pública pronto se amargó hacia el monumento. Muchos sintieron que la estatua estaba demasiado ornamentada para representar al soldado común. Escribiendo sobre el monumento varias décadas después de su inauguración, el alcalde e historiador de Savannah, Thomas Gamble, calificó el monumento como "una clara decepción" que era "demasiado simbólica" y "falta de encanto".

### EstatuaSoldado confederado

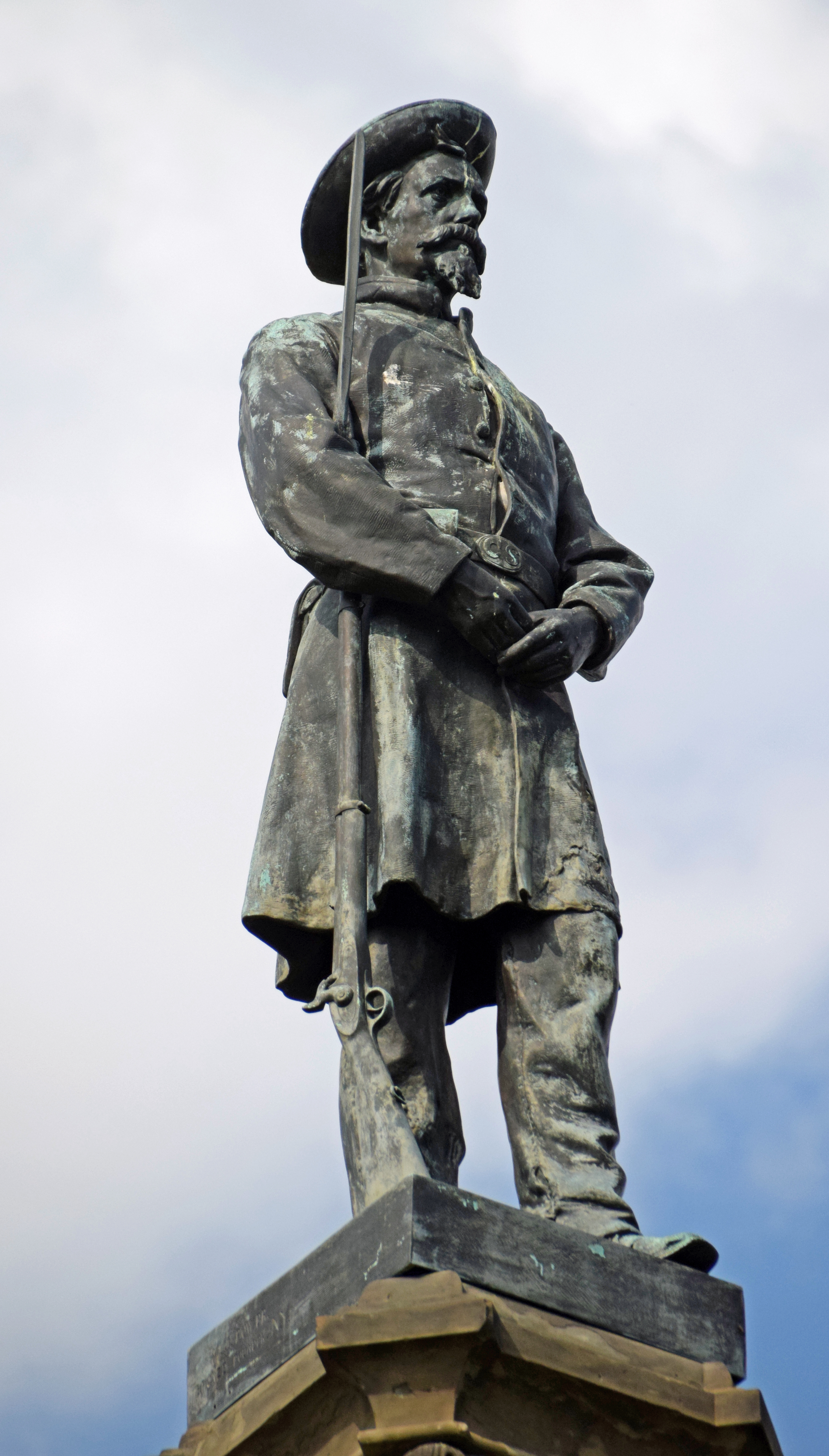
Estatua Soldado confederado

A principios de 1878, el destacado ciudadano de Savannah, George Wymberly Jones De Renne, propuso reemplazar Silence, a sus expensas, con una estatua de bronce de un soldado confederado. La Ladies' Memorial Association aprobó esta idea en marzo y nuevamente en abril, y luego de esto, De Renne contrató al arquitecto David Richards, con sede en Nueva York, para diseñar la estatua. Para la estatua, simplemente llamada Soldado confederado, De Renne y Richards querían representar a un soldado desgastado por la batalla, lo cual era raro, ya que pocos monumentos confederados en ese momento lo representaban. El excapitán confederado Hamilton Branch ayudó a Richards con la estatua y le envió varias prendas que había usado en la batalla, así como un rifle que usó durante la guerra. Según Branch, el atuendo presentaba a un soldado, "como se veía cuando marchaba y peleaba, y no cuando bailaba y tocaba la flauta en casa". La estatua representaba al soldado en reposo, lo que, según De Renne, "indica la sumisión a lo inevitable, sin excluir la idea de la lucha varonil para evitarlo". Richards usó fotos del veterano de Savannah A. S. Bacon como modelo. El 22 de mayo de 1879, el Soldado Confederado fue izado encima del pozo, y Silencio y Juicio fueron retirados del monumento. Silence se trasladó a la sección confederada del cementerio de Laurel Grove, mientras que Judgement se envió a Thomasville, Georgia, para ser utilizado como parte del monumento conmemorativo de la Guerra Civil de esa ciudad.

### Monumentos adicionales

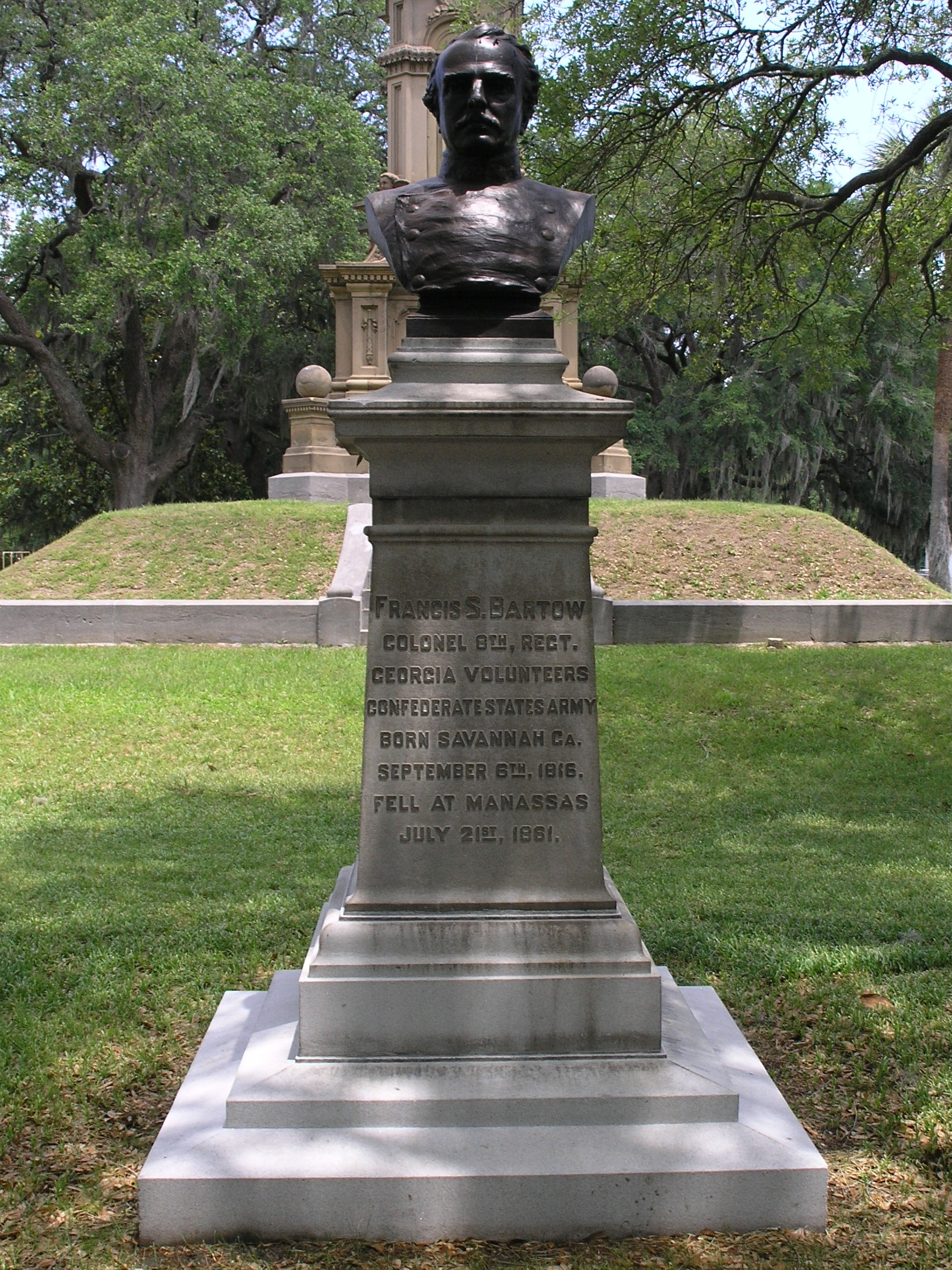
Busto de Francis S. Bartow, con el monumento confederado al fondo

En 1910, se trasladaron junto al monumento dos bustos de bronce en honor a los generales confederados. Los bustos de Lafayette McLaws y Francis S. Bartow fueron trasladados de Chippewa Square en Savannah para dar paso al Monumento a James Oglethorpe.

### Cambio de nombre y otras modificaciones propuestas
Después de la manifestación Unite the Right en Charlottesville, la ciudad de Savannah anunció la creación del Confederate Memorial Task Force el 30 de octubre de 2017. Las operaciones del grupo de trabajo consistieron en investigación histórica, trabajo de campo de observación y una encuesta pública para decidir qué cambiar, en todo caso, del monumento. La culminación de estos esfuerzos fueron ocho recomendaciones publicadas en un informe el 22 de diciembre de 2017. El 14 de febrero, estas recomendaciones fueron adoptadas por el ayuntamiento. Esto incluyó la reubicación de los dos bustos en el cementerio de Laurel Grove y el cambio de nombre del monumento de "Monumento Confederado" a "Monumento de la Guerra Civil". También se agregaría una placa de bronce que diría: "Este monumento se erigió originalmente en 1875 para los muertos confederados, se rediseñó en 1879 y se volvió a dedicar en 2018 a todos los muertos de la Guerra Civil estadounidense".
El 26 de abril de 2019, el gobernador Brian Kemp firmó la entrada en vigor de la ley SB77 de Georgia, que establece explícitamente: "Un monumento no se reubicará en un museo, cementerio o mausoleo a menos que se haya colocado originalmente en dicho lugar". Esto efectivamente retrasó la implementación de la mayoría de las recomendaciones del grupo de trabajo. El 18 de junio de 2020, la Comisión de Monumentos y Sitios Históricos del Condado de Savannah-Chatham celebró una reunión especial sobre el tema del Monumento a la Guerra Civil y aprobó una moción para enviar una carta en apoyo de las recomendaciones del grupo de trabajo y las asignaciones presupuestarias necesarias a la ciudad. Consejo.

### Vandalismo
El 10 de junio de 2020, durante las protestas nacionales por la muerte de George Floyd, el busto de McLaws fue destrozado, con una capucha blanca colocada sobre el busto y un puño levantado pintado con aerosol en el pedestal. Tras el incidente, un descendiente de McLaws se ofreció a comprar y retirar la estatua del parque.
Casi un mes después, el 9 de julio, Silence en el cementerio de Laurel Grove fue destrozado, con las palabras “Silencio, no más” pintadas con aerosol en la estatua. A fines de septiembre, el monumento principal, así como los bustos y la acera cercana, fueron pintados con grafitis en respuesta al tiroteo de Breonna Taylor.